# Federica Brignone
Federica („Fede“) Brignone (* 14. Juli 1990 in Mailand) ist eine italienische Skirennläuferin. Sie ist die Tochter der ehemaligen Skirennläuferin Maria Rosa Quario und besonders in den Disziplinen Riesenslalom, Super-G und Kombination erfolgreich. Sie gewann bislang zweimal den Gesamtweltcup (2019/20 und 2024/25). 2023 wurde sie als erste Italienerin Weltmeisterin in der Kombination, bei der WM 2025 gewann sie die Goldmedaille im Riesenslalom. Zudem gewann sie eine olympische Silber- und zwei Bronzemedaillen.

## Biografie
Brignone wuchs als Tochter von Maria Rosa Quario und einem Skilehrer zunächst in Mailand auf und übersiedelte im Alter von sechs Jahren mit ihrer Familie nach La Salle ins Aostatal. Dort schloss sie sich dem Skiclub der Nachbargemeinde Courmayeur an. Sie bestritt ihre ersten FIS-Rennen im Dezember 2005, ab Februar 2006 nahm sie auch im Europacup teil. Von italienischen Schüler- und Juniorenmeisterschaften abgesehen blieben nennenswerte Erfolge zunächst aus. Ihren ersten Einsatz im Weltcup hatte sie am 28. Dezember 2007 beim Riesenslalom in Lienz, schied jedoch im ersten Lauf aus.
Der Durchbruch gelang Brignone in der Saison 2008/09: Sie fuhr im Europacup regelmäßig in die vorderen Ränge und erzielte im Februar 2009 den ersten Podestplatz. Die Saison beendete sie als Elfte der Gesamtwertung. Brignone gewann bei den Juniorenweltmeisterschaften 2009 in Garmisch-Partenkirchen die Goldmedaille in der Kombinationswertung, außerdem wurde sie bei den italienischen Meisterschaften Zweite im Super-G und Dritte in der Kombination. Zum Auftakt der Weltcupsaison 2009/10, dem Riesenslalom auf dem Rettenbachferner bei Sölden, fuhr Brignone auf den 21. Platz und holte damit die ersten Weltcuppunkte. Fünf Wochen später, am 28. November 2009, fuhr sie in Aspen in derselben Disziplin auf Platz 3 und erzielte damit ihr erstes Podestergebnis. Bei den Juniorenweltmeisterschaften 2010 holte sie ebenfalls im Riesenslalom die Silbermedaille, zeitgleich mit Lena Dürr. Bei den Olympischen Winterspielen 2010 belegte sie Platz 18 im Riesenslalom.
Wie im Vorjahr erzielte Brignone auch im Winter 2010/11 eine Podestplatzierung im Weltcup (zweiter Platz im Riesenslalom von Zwiesel am 6. Februar 2011). Bei den Weltmeisterschaften 2011 in Garmisch-Partenkirchen gewann sie im Riesenslalom die Silbermedaille. In der Saison 2011/12 fuhr Brignone in vier Weltcup-Riesenslaloms auf das Podest, ein Sieg blieb aber noch aus. Zu Beginn der Saison 2012/13 war Brignone durch eine schmerzhafte Zyste im rechten Sprunggelenk beeinträchtigt, weshalb sie nicht an die Ergebnisse des Vorjahres anknüpfen konnte. Sie entschied sich daher Mitte Dezember zur operativen Entfernung der Zyste und musste die gesamte restliche Saison pausieren.
In der Winter 2013/14 klassierte sich Brignone sechsmal in den Top 10. Im folgenden Winter stand sie im Riesenslalom einmal auf dem Podest und erzielte sieben weitere Top-10-Platzierungen, wobei sie in den Disziplinen Slalom und Super-G deutliche Fortschritte machte. Weitere sieben Top-10-Platzierungen, darunter ein dritter Platz, kamen in der Saison 2014/15 hinzu. Ihren ersten Weltcupsieg konnte sie zum Auftakt der Saison 2015/16 feiern, am 24. Oktober 2015 beim Riesenslalom von Sölden. Am 27. Februar 2016 folge in Soldeu der erste Weltcupsieg in einem Super-G. In der Weltcupsaison 2016/17 etablierte sich Brignone endgültig an der Weltspitze, als sie sich insgesamt 13-mal in den Top 10 klassieren konnte. Sie gewann die Riesenslaloms von Kronplatz und Aspen sowie die Kombination von Crans-Montana; hinzu kamen drei weitere Podestplätze. Nur knapp verpasste sie den Gewinn der Kombinations-Weltcupwertung. Bei den Weltmeisterschaften 2017 in St. Moritz war der vierte Platz im Riesenslalom ihr bestes Ergebnis.
In der Saison 2017/2018 fuhr Brignone in fast allen Weltcup-Rennen, die sie beendete, in die Top Ten und konnte in drei verschiedenen Disziplinen Siege erringen (Riesenslalom von Lienz, Super-G von Bad Kleinkirchheim und Kombination von Crans-Montana). In der Abfahrt von Bad Kleinkirchheim wurde sie nur von Sofia Goggia geschlagen, gemeinsam mit ihr und Nadia Fanchini sorgte sie damals auch für den ersten italienischen Dreifach-Erfolg in einem Abfahrtsrennen. Bei den Olympischen Winterspielen 2018 in Pyeongchang gewann sie die Bronzemedaille im Riesenslalom. Am 24. Februar 2019 entschied sie die Alpine Kombination von Crans-Montana für sich; da in der Saison 2018/19 jedoch nur eine Kombination ausgetragen werden konnte, erhielt sie für den ersten Platz in der Disziplinenwertung keine Kristallkugel.
In der Saison 2019/20 gelangen Brignone fünf Siege in den Disziplinen Riesenslalom, Super-G und Kombination sowie weitere Podestplätze in der Abfahrt. Lange lieferte sie sich mit Petra Vlhová einen Kampf um Platz zwei im Gesamtweltcup. Als jedoch die Weltcupführende Mikaela Shiffrin Anfang Februar aufgrund des überraschenden Todes ihres Vaters eine mehrwöchige Pause einlegte, konnte Brignone sie überholen und blieb bis zum Saisonende an der Spitze. Letztlich profitierte sie im März von der wetterbedingten Absage der Rennen in Ofterschwang sowie den der Coronavirus-Pandemie geschuldeten Absagen der Rennen in Åre und des Weltcupfinales in Cortina d’Ampezzo. Sie kürte sich damit zur ersten italienischen Gesamtsiegerin der Weltcupgeschichte.
Nach zunächst zwölf Top-10-Platzierungen im Verlauf der Saison 2020/21 – darunter 4 Podestplätzen, je zwei im Riesenslalom und im Super-G – und ausbleibendem Erfolg bei den Weltmeisterschaften in Cortina d’Ampezzo gewann Brignone den Super-G im Val di Fassa Ende Februar 2021. Nach weiteren zwei Top-10-Ergebnissen beendete sie die Saison auf Platz 7 in der Weltcup-Gesamtwertung und Platz 2 in der Disziplinenwertung Super-G. In der Saison 2021/22 lief es deutlich wieder besser für sie. Bereits Ende Januar standen zwölf Top-10-Platzierungen zu Buche, darunter zwei Siege in den Super-Gs von St. Moritz und Altenmarkt-Zauchensee. Bei den Olympischen Winterspielen 2022 in Peking gewann Brignone zwei Medaillen, Silber im Riesenslalom und Bronze in der Kombination; hinzu kam ein siebter Platz im Super-G. Sie entschied die Super-G-Disziplinenwertung für sich und gewann zum Abschluss der Saison den Riesenslalom beim Weltcupfinale von Méribel.
Anfang Februar 2023 gewann Brignone bei den Weltmeisterschaften in Méribel den Kombinationswettbewerb und damit ihre erste WM-Goldmedaille. Im WM-Riesenslalom musste sie sich Mikaela Shiffrin um 12 Hundertstelsekunden geschlagen geben. Zwölf Jahre nach ihrer ersten Silbermedaille konnte sie damit jedoch ihre zweite WM-Silbermedaille im Riesenslalom gewinnen.
Zu Beginn der Weltcupsaison 2023/24 belegte Brignone beim Riesenslalom von Sölden hinter der Schweizerin Lara Gut-Behrami den zweiten Platz, nachdem sie nach dem ersten Lauf noch geführt hatte. In Mont-Tremblant konnte sie den dritten und vierten Riesenslalom des Winters gewinnen, wobei sie im zweiten Durchgang des zweiten Rennens einen größeren Rückstand aufholte und damit das Rennen für sich entschied.
Nach einem fünften Platz beim Saisonauftakt im Super-G in St. Moritz musste sie sich in der am Tag darauf folgenden Abfahrt nur Mikaela Shiffrin mit einem Rückstand von 17 Hundertstel und ihrer Teamkollegin Sofia Goggia mit 2 Hundertstel geschlagen geben.
Vor dem Weltcupfinale in Saalbach-Hinterglemm lag Brignone 95 Punkte hinter Lara Gut-Behrami im Kampf um den Sieg in der Disziplinenwertung im Riesenslalomweltcup. Trotz des Sieges im letzten Riesenslalom mit einem Vorsprung von 1,36 Sekunden auf die zweitklassierte Alice Robinson konnte sie Gut-Behrami nicht mehr überholen, da diese sich auf dem zehnten Platz klassieren konnte und sich damit auch den Sieg im Gesamtweltcup sicherte.
In der Weltcupsaison 2024/25 gewann Brignone zum Weltcupauftakt den Riesenslalom von Sölden, nachdem sie im ersten Durchgang hinter Mikaela Shiffrin und Alice Robinson gelegen war, mit einem Vorsprung von 17 Hundertstelsekunden auf Robinson. Mit diesem Sieg löste sie Elisabeth Görgl als Rekordhalterin der ältesten Siegerin bei einem Weltcuprennen ab.
Am 28. Dezember 2024 gewann Brignone erstmals in ihrer Karriere den Riesenslalom am Semmering. Im ersten Weltcuprennen des Jahres am 4. Januar 2025, dem Riesenslalom von Kranjska Gora, schied sie jedoch aus.
Am 11. Januar 2025 gelang ihr in St. Anton der erste Sieg in einer Abfahrt, damit konnte sie ihren 30. Weltcupsieg feiern. Nachdem sie zuvor bereits fünfmal den zweiten Platz in Weltcupabfahrten erreicht hatte, gehört sie mit dem Sieg in St. Anton zu denjenigen Skirennläuferinnen, die in vier verschiedenen Disziplinen Weltcupsiege feiern konnten.
Am nächsten Tag erreichte Brignone im von unterschiedlichen Bedingungen wie wechselnden Sichtverhältnissen geprägten Super-G in St. Anton hinter der Überraschungssiegerin Lauren Macuga und Stephanie Venier den dritten Rang vor der in den Weltcup zurückgekehrten Lindsey Vonn. Damit löste sie im Gesamtweltcup Zrinka Ljutic als Führende ab.
Nach guten Trainingsleistungen musste sich Brignone in der Abfahrt von Cortina d’Ampezzo am 18. Januar 2025 Sofia Goggia und Kajsa Vickhoff Lie geschlagen geben. Beim Super-G in Cortina d’Ampezzo am folgenden Tag siegte sie jedoch mit einem Vorsprung von 0,53 Sekunden auf Lara Gut-Behrami und 1,08 Sekunden auf die Drittplatzierte Corinne Suter. Damit konnte sie sich sowohl im Abfahrtsweltcup als auch erneut im Gesamtweltcup in Führung setzen.
Beim Riesenslalom am Kronplatz am 21. Januar 2025 führte sie nach dem ersten Durchgang mit 0,19 Sekunden Vorsprung auf Gut-Behrami, schied jedoch im zweiten Durchgang nach wenigen Toren bei derselben Passage wie zuvor Sara Hector aus.
Bei den Weltmeisterschaften 2025 in Saalbach gewann Brignone am 6. Februar hinter Stephanie Venier sowie vor Lauren Macuga und Kajsa Vickhoff Lie die Silbermedaille im Super-G. Am 13. Februar gewann sie mit 0,90 Sekunden Vorsprung auf Alice Robinson die Goldmedaille im Riesenslalom.
Nach den Weltmeisterschaften setzte sie auch im Weltcup ihre guten Leistungen mit einem Sieg im Riesenslalom am 21. Februar 2025 in Sestriere fort.
Auch den zweiten Riesenslalom von Sestriere am folgenden Tag konnte sie vor Lara Gut-Behrami und Alice Robinson gewinnen.
Am 2. März 2025 gewann Brignone den Super-G in Kvitfjell mit einem knappen Vorsprung auf Lara Gut-Behrami und Sofia Goggia.
Am 8. März 2025 gewann sie in Åre zum fünften Mal in der Weltcupsaison 2024/25 und zum dritten Mal in Serie im Riesenslalom, diesmal mit einem Vorsprung von 1,36 Sekunden auf Alice Robinson.
Am Ende der Saison 2024/25 im März 2025 gewann Brignone die große Kristallkugel für den Sieg im Gesamtweltcup und die kleinen Kristallkugeln für die Siege im Riesenslalom- und im Abfahrts-Weltcup.
Bei den italienischen Meisterschaften in Moena im Fassatal stürzte sie am 3. April 2025 im Riesenslalom schwer und zog sich, wie eine Computertomografie ergab, eine mehrfache Fraktur des Waden- und Schienbeinkopfes zu. Am Abend stellte sich heraus, dass sich Brignone das vordere Kreuzband ebenfalls gerissen hat.

## Erfolge

### Olympische Winterspiele
- Vancouver 2010: 18. Riesenslalom
- Sotschi 2014: 11. Super-Kombination
- Pyeongchang 2018: 3. Riesenslalom, 5. Mannschaftswettbewerb, 6. Super-G, 8. Alpine Kombination
- Peking 2022: 2. Riesenslalom, 3. Alpine Kombination, 7. Super-G

### Weltmeisterschaften
- Garmisch-Partenkirchen 2011: 2. Riesenslalom
- Vail/Beaver Creek 2015: 19. Slalom
- St. Moritz 2017: 4. Riesenslalom, 7. Alpine Kombination, 24. Slalom
- Åre 2019: 5. Riesenslalom, 6. Alpine Kombination, 10. Super-G
- Cortina d’Ampezzo 2021: 10. Super-G
- Courchevel/Méribel 2023: 1. Alpine Kombination, 2. Riesenslalom, 8. Super-G
- Saalbach-Hinterglemm 2025: 1. Riesenslalom, 2. Super-G, 10. Abfahrt

### Weltcupwertungen
| Saison  | Gesamt | Gesamt | Abfahrt | Abfahrt | Super-G | Super-G | Riesenslalom | Riesenslalom | Slalom | Slalom | Kombination | Kombination | City Event/ Parallel | City Event/ Parallel |
| Saison  | Platz  | Punkte | Platz   | Punkte  | Platz   | Punkte  | Platz        | Punkte       | Platz  | Punkte | Platz       | Punkte      | Platz                | Punkte               |
| ------- | ------ | ------ | ------- | ------- | ------- | ------- | ------------ | ------------ | ------ | ------ | ----------- | ----------- | -------------------- | -------------------- |
| 2009/10 | 43.    | 170    | –       | –       | –       | –       | 12.          | 170          | –      | –      | –           | –           | –                    | –                    |
| 2010/11 | 26.    | 232    | –       | –       | 44.     | 11      | 5.           | 212          | –      | –      | 36.         | 9           | –                    | –                    |
| 2011/12 | 20.    | 381    | –       | –       | 49.     | 1       | 6.           | 340          | 55.    | 3      | 20.         | 22          | 9.                   | 15                   |
| 2012/13 | 103.   | 13     | –       | –       | –       | –       | –            | –            | –      | –      | 30.         | 13          | –                    | –                    |
| 2013/14 | 31.    | 227    | –       | –       | –       | –       | 9.           | 222          | 50.    | 5      | –           | –           | –                    | –                    |
| 2014/15 | 20.    | 350    | –       | –       | 17.     | 95      | 7.           | 237          | 39.    | 18     | –           | –           | –                    | –                    |
| 2015/16 | 8.     | 787    | 43.     | 9       | 6.      | 276     | 4.           | 425          | 39.    | 27     | 17.         | 50          | –                    | –                    |
| 2016/17 | 5.     | 895    | 27.     | 69      | 8.      | 222     | 4.           | 370          | –      | –      | 2.          | 220         | –                    | –                    |
| 2017/18 | 11.    | 774    | 24.     | 92      | 6.      | 296     | 5.           | 274          | 50.    | 12     | 3.          | 100         | –                    | –                    |
| 2018/19 | 6.     | 764    | 21.     | 104     | 8.      | 185     | 5.           | 360          | 39.    | 35     | 1.          | 100         | –                    | –                    |
| 2019/20 | 1.     | 1378   | 3.      | 320     | 2.      | 341     | 1.           | 407          | 36.    | 20     | 1.          | 200         | 3.                   | 90                   |
| 2020/21 | 7.     | 867    | 19.     | 96      | 2.      | 323     | 5.           | 372          | 32.    | 40     | –           | –           | 7.                   | 36                   |
| 2021/22 | 3.     | 1055   | 14.     | 209     | 1.      | 506     | 6.           | 316          | 38.    | 24     | –           | –           | –                    | –                    |
| 2022/23 | 4.     | 1069   | 14.     | 218     | 2.      | 368     | 5.           | 476          | 48.    | 7      | –           | –           | –                    | –                    |
| 2023/24 | 2.     | 1581   | 5.      | 281     | 2.      | 546     | 2.           | 750          | 54.    | 4      | –           | –           | –                    | –                    |
| 2024/25 | 1.     | 1594   | 1.      | 384     | 2.      | 630     | 1.           | 580          |        |        | –           | –           | –                    | –                    |

### Weltcupsiege
- 85 Podestplätze in Einzelrennen, davon 37 Siege:

| Datum             | Ort                    | Land        | Disziplin      |
| ----------------- | ---------------------- | ----------- | -------------- |
| 24. Oktober 2015  | Sölden                 | Österreich  | Riesenslalom   |
| 27. Februar 2016  | Soldeu                 | Andorra     | Super-G        |
| 24. Januar 2017   | Kronplatz              | Italien     | Riesenslalom   |
| 24. Februar 2017  | Crans-Montana          | Schweiz     | Kombination    |
| 19. März 2017     | Aspen                  | USA         | Riesenslalom   |
| 29. Dezember 2017 | Lienz                  | Österreich  | Riesenslalom   |
| 13. Januar 2018   | Bad Kleinkirchheim     | Österreich  | Super-G        |
| 4. März 2018      | Crans-Montana          | Schweiz     | Kombination    |
| 24. November 2018 | Killington             | USA         | Riesenslalom   |
| 24. Februar 2019  | Crans-Montana          | Schweiz     | Kombination    |
| 17. Dezember 2019 | Courchevel             | Frankreich  | Riesenslalom   |
| 12. Januar 2020   | Zauchensee             | Österreich  | Kombination    |
| 18. Januar 2020   | Sestriere              | Italien     | Riesenslalom * |
| 2. Februar 2020   | Rosa Chutor            | Russland    | Super-G        |
| 23. Februar 2020  | Crans-Montana          | Schweiz     | Kombination    |
| 28. Februar 2021  | Val di Fassa           | Italien     | Super-G        |
| 12. Dezember 2021 | St. Moritz             | Schweiz     | Super-G        |
| 16. Januar 2022   | Zauchensee             | Österreich  | Super-G        |
| 30. Januar 2022   | Garmisch-Partenkirchen | Deutschland | Super-G **     |
| 20. März 2022     | Méribel                | Frankreich  | Riesenslalom   |
| 14. Januar 2023   | St. Anton              | Österreich  | Super-G        |
| 2. Dezember 2023  | Mont-Tremblant         | Kanada      | Riesenslalom   |
| 3. Dezember 2023  | Mont-Tremblant         | Kanada      | Riesenslalom   |
| 17. Dezember 2023 | Val-d’Isère            | Frankreich  | Super-G        |
| 3. März 2024      | Kvitfjell              | Norwegen    | Super-G        |
| 9. März 2024      | Åre                    | Schweden    | Riesenslalom   |
| 17. März 2024     | Saalbach-Hinterglemm   | Österreich  | Riesenslalom   |
| 26. Oktober 2024  | Sölden                 | Österreich  | Riesenslalom   |
| 28. Dezember 2024 | Semmering              | Österreich  | Riesenslalom   |
| 11. Januar 2025   | St. Anton              | Österreich  | Abfahrt        |
| 19. Januar 2025   | Cortina d’Ampezzo      | Italien     | Super-G        |
| 25. Januar 2025   | Garmisch-Partenkirchen | Deutschland | Abfahrt        |
| 21. Februar 2025  | Sestriere              | Italien     | Riesenslalom   |
| 22. Februar 2025  | Sestriere              | Italien     | Riesenslalom   |
| 2. März 2025      | Kvitfjell              | Norwegen    | Super-G        |
| 8. März 2025      | Åre                    | Schweden    | Riesenslalom   |
| 14. März 2025     | La Thuile              | Italien     | Super-G        |

* zeitgleich mit Petra Vlhová
** zeitgleich mit Cornelia Hütter
- 1 Podestplatz bei Mannschaftswettbewerben

### Europacup
- Saison 2008/09: 11. Gesamtwertung, 6. Riesenslalomwertung, 10. Kombinationswertung
- 1 Podestplatz, 5 weitere Platzierungen unter den besten zehn

### Nor-Am Cup
- 1 Sieg:

| Datum             | Ort             | Land | Disziplin    |
| ----------------- | --------------- | ---- | ------------ |
| 19. November 2021 | Copper Mountain | USA  | Riesenslalom |

### Juniorenweltmeisterschaften
- Flachau/Zauchensee 2007: 19. Super-G, 24. Riesenslalom
- Formigal 2008: 17. Riesenslalom, 43. Abfahrt
- Garmisch-Partenkirchen 2009: 1. Kombination, 5. Super-G, 7. Riesenslalom, 10. Abfahrt, 16. Slalom
- Mont Blanc 2010: 2. Riesenslalom, 7. Kombination, 15. Slalom, 25. Super-G, 28. Abfahrt

### Weitere Erfolge
- 6 italienische Meistertitel (Super-G 2017, Riesenslalom 2011, 2017, 2018 und 2024, Kombination 2016)
- 6 italienische Juniorenmeistertitel
- 6 Siege in FIS-Rennen

## Auszeichnungen
- 2021: Skieur d’Or für die Saison 2019/20

## Privatleben
Federica Brignone ist in einer skibegeisterten Familie aufgewachsen. Ihre Mutter Maria Rosa Quario war nach ihrer Karriere im Skirennsport auch Skireporterin. Ihr Vater war Skilehrer. Im Juli zur Welt gekommen, erlebte sie mit ihrer Mutter den Sieg von Alberto Tomba im Dezember in Alta Badia. Ein Jahr darauf stand sie schon auf Skiern. Federica Brignone ist eine Umweltaktivistin und Botschafterin der One Ocean Foundation. Des Weiteren hat sie auch ihr eigenes Umweltprojekt Traiettore Liquide, mit dem sie auf die Meeresverschmutzung aufmerksam machen möchte.